# 伯特鎮區 (密歇根州希博伊根縣)
伯特鎮區（英語：Burt Township）是位於美國密歇根州希博伊根縣的一個行政鎮區。

## 地方資料
伯特鎮區的面積為90.90平方千米，當中陸地面積為51.10平方千米，而水域面積為39.80平方千米。根據2020年美國人口普查的數據，當地共有人口710人，而人口密度為每平方千米7.81人。